# Inge Knutsson
Sten Inge Esbjörn Knutsson, född 10 maj 1948, död 5 oktober 2015, var en svensk översättare från isländska, färöiska, norska och (i mindre omfattning) från danska. Under 1970- och 1980-talen var han den främste introduktören av isländsk poesi för svensk publik. Bland författare han översatt märks Einar Már Guðmundsson, Kjartan Fløgstad, Jan Kjærstad och 1955 års nobelpristagare Halldór Laxness.

## Böcker
- 1972 – Tradition och förnyelse i en modern isländsk diktsamling: Úr landsuðri av Jón Helgason (Studentlitteratur)
- 1977 – Morgonen talar havets språk, dikter (Cavefors)

## Översättningar (urval)
- 1974 – Ord från ett utskär : sju isländska lyriska modernister (Cavefors)
- 1976 – Bränning och bleke : färöiska dikter (Cavefors)
- 1977 – Thor Vilhjálmsson: Månskära (Mánasigð) (Cavefors)
- 1984 – Snorri Hjartarson: Löv och stjärnor (Rabén & Sjögren)
- 1989 – Knut Faldbakken: Bad boy (Bad Boy) (Forum)
- 1994 – Vigdís Grímsdóttir: Flickan i skogen (Stúlkan í skóginum) (Anamma)
- 2010 – Steinar Bragi: Kvinnor (Konur) (Natur & Kultur)
- 2014 – Tore Skeie: Jungfrun från Norge (Jomfruen fra Norge) (Karneval)

## Priser och utmärkelser
- 1979 – Sveriges Författarfonds premium till personer för belöning av litterär förtjänst
- 2008 – Svenska Akademiens översättarpris